# Boldizsár

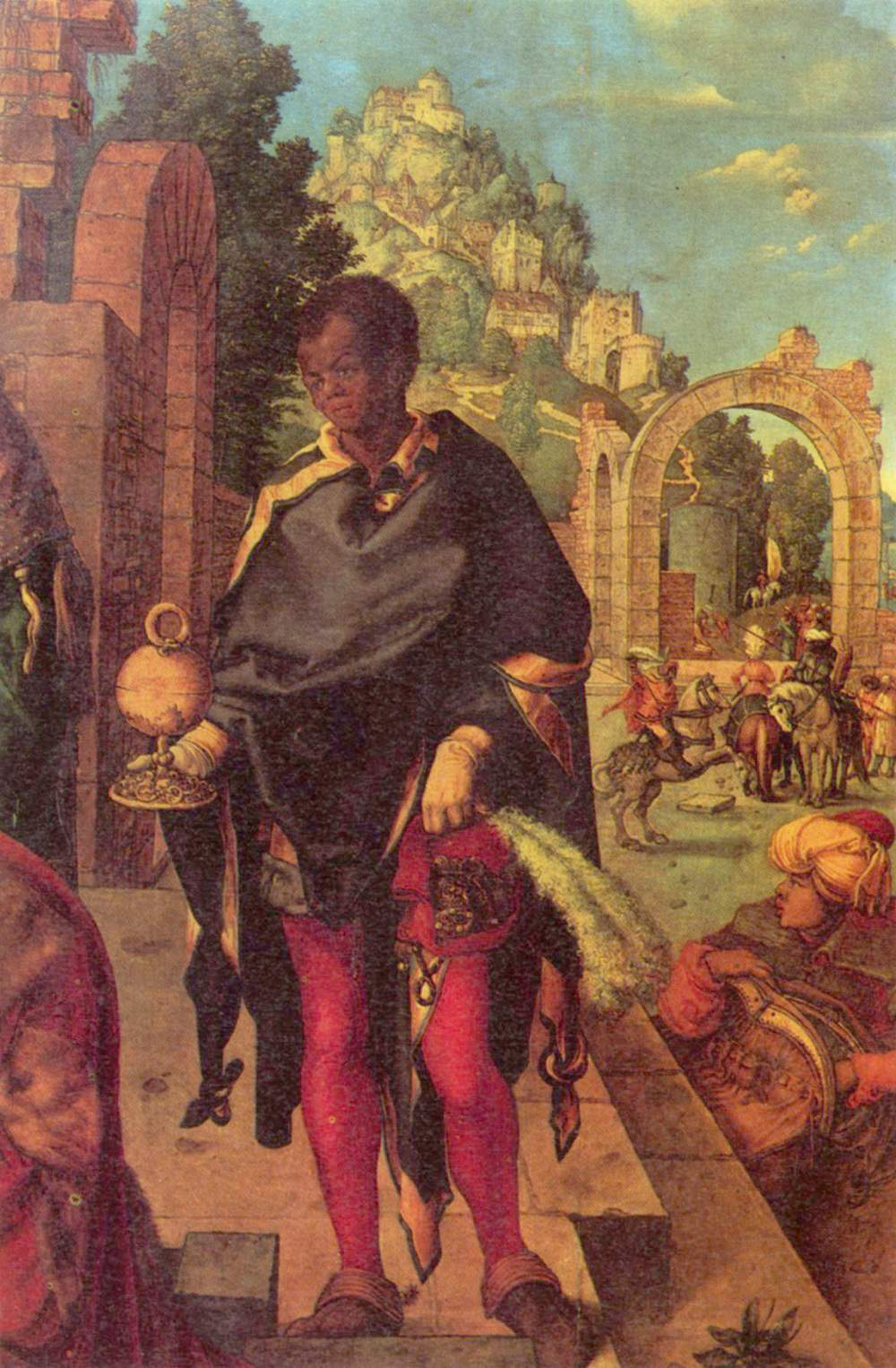
Boldizsár, a napkeleti bölcs Dürer festményén

A Boldizsár babilóniai eredetű férfinév, a Baltazár magyaros formája. Becenevei: Boldi, Boldika 

## Rokon nevek
Baltazár

## Gyakorisága
Az 1990-es években igen ritka név, a 2000-es években a 68-81. leggyakoribb férfinév.

## Névnapok
- január 6.[2]

## Más nyelvű megfelelői
- olasz: Baldassare
- szlovén: Boltežar
- szerb: Valtasar (A bizánci görögből)

a többi nyelvhez lásd: Baltazár

## Híres Boldizsárok
- Boldizsár, a keresztény hagyomány szerint a Bibliában szereplő napkeleti bölcsek vagy „háromkirályok” egyike (gyakran fekete bőrűként ábrázolva)
- Bárány Boldizsár ügyvéd, író
- Bartha Boldizsár debreceni főbíró
- Báthory Boldizsár erdélyi főúr, politikus
- Beucer Boldizsár kántor
- Bydeskuti Boldizsár alispán
- Csemniczky Boldizsár, Nógrád megyei koronaőr
- Debreczeni C. Boldizsár diák
- Demian Boldizsár orvos
- Baltazar Adam Krčelić zágrábi kanonok, segédpüspök, történész
- László Boldizsár, a Cotton Club Singers énekese
- Nagy Boldizsár nemzetközi jogász
- Petrichevich-Horváth Boldizsár

## Híres Baldassarék
- Baldassare Castiglione olasz reneszánsz író